# Murtosaari (ö i Norra Karelen, Joensuu, lat 62,43, long 29,73)
Murtosaari är en ö i Finland. Den ligger i sjön Pyhäselkä och i kommunen Libelits i den ekonomiska regionen  Joensuu ekonomiska region  och landskapet Norra Karelen, i den sydöstra delen av landet, 400 km nordost om huvudstaden Helsingfors. Öns area är 5,5 hektar och dess största längd är 0,6 kilometer i nord-sydlig riktning.